# 국가중점대학
국가중점대학(国家重点大学 또는 全国重点大学)은 중화인민공화국(홍콩·마카오 지구 제외)의 대학 가운데 가장 권위있는 대학으로 국가가 인정한 대학이며, 예산 우선 배분 등의 지원을 차등적으로 실시하는 특혜를 주었다. 설립자를 불문하고 국가가 선정하였지만, 1990년대 폐지되어 지금은 그 명칭만 남고 제도는 폐지되었다. 

## 역사
1959년, 중국인민대학, 베이징대학, 칭화대학, 난카이대학, 푸단대학 등 20개가 처음 선정되었으며, 1960년에는 44개 대학으로 증가하였다. 1978년 국무원은 베이징 대학, 칭화대학 등 88개 대학을 전국중점대학으로 지정하였다.

## 같이 보기
- 구교연맹
- 211 프로젝트